# Gaud-Amable Hugon
Pour les articles homonymes, voir Hugon.
Le baron Gaud-Amable Hugon est un amiral et homme politique français né le 31 janvier 1783 à Granville (Manche) et mort le 1er décembre 1862 dans le 1er arrondissement de Paris.

## Biographie
Engagé comme mousse à douze ans, il gravit tous les échelons. Lieutenant de vaisseau en 1810 puis capitaine de frégate en 1819, il est désigné comme gouverneur de Gorée sur la côte de Sénégambie en 1823. Il fait fonction de gouverneur par intérim du Sénégal de septembre 1824 à novembre 1825. Promu capitaine de vaisseau en 1825, il se porte volontaire lors de l'expédition de 1827 contre les Ottomans, et se distingue à la bataille de Navarin en coulant une frégate ennemie. Il commande un groupe de navires de transport lors de l’expédition d'Alger en 1830.
Promu contre-amiral en 1831, il conduit l’escadre de Toulon afin de débarrasser l’Archipel de la mer Égée des pirates qui l’infestent avant d'être envoyé en 1840 dans les eaux de Constantinople pour contrebalancer les influences anglaise et russe.
Vice-amiral, puis membre du Conseil d'amirauté, il abandonne le commandement opérationnel pour se consacrer à des tâches administratives, prenant une part importante à la formation de la marine à vapeur. 
Retiré du service actif, l'amiral Hugon entre au Sénat le 26 janvier 1852 et y siège jusqu'à sa mort en 1862. Il est inhumé au cimetière du Père-Lachaise.
Le prince de Joinville, qu'il a élevé, a écrit dans ses Mémoires : « Je n’ai jamais connu plus marin que lui. Il devinait le temps, le prédisait avant le baromètre et prenait d’avance toutes les mesures en conséquence. C’était l’instinct des choses de la mer en personne. »
L'île Hugon a été nommée en son honneur.

## Décorations
- Grand-croix de la Légion d'honneur
- Chevalier de l'ordre royal et militaire de Saint-Louis
- Chevalier de l'ordre du Bain ( Royaume-Uni)
- Grand-croix de l'ordre du Sauveur ( Grèce)
- Ordre de Sainte-Anne ( Empire russe)
- Médaille de Sainte-Hélène

## Sources
- « Gaud-Amable Hugon », dans Adolphe Robert et Gaston Cougny, Dictionnaire des parlementaires français, Edgar Bourloton, 1889-1891 [détail de l’édition]